# 伊特河 (萊茵河支流)
51°9′18.3″N 6°51′35.8″E / 51.155083°N 6.859944°E

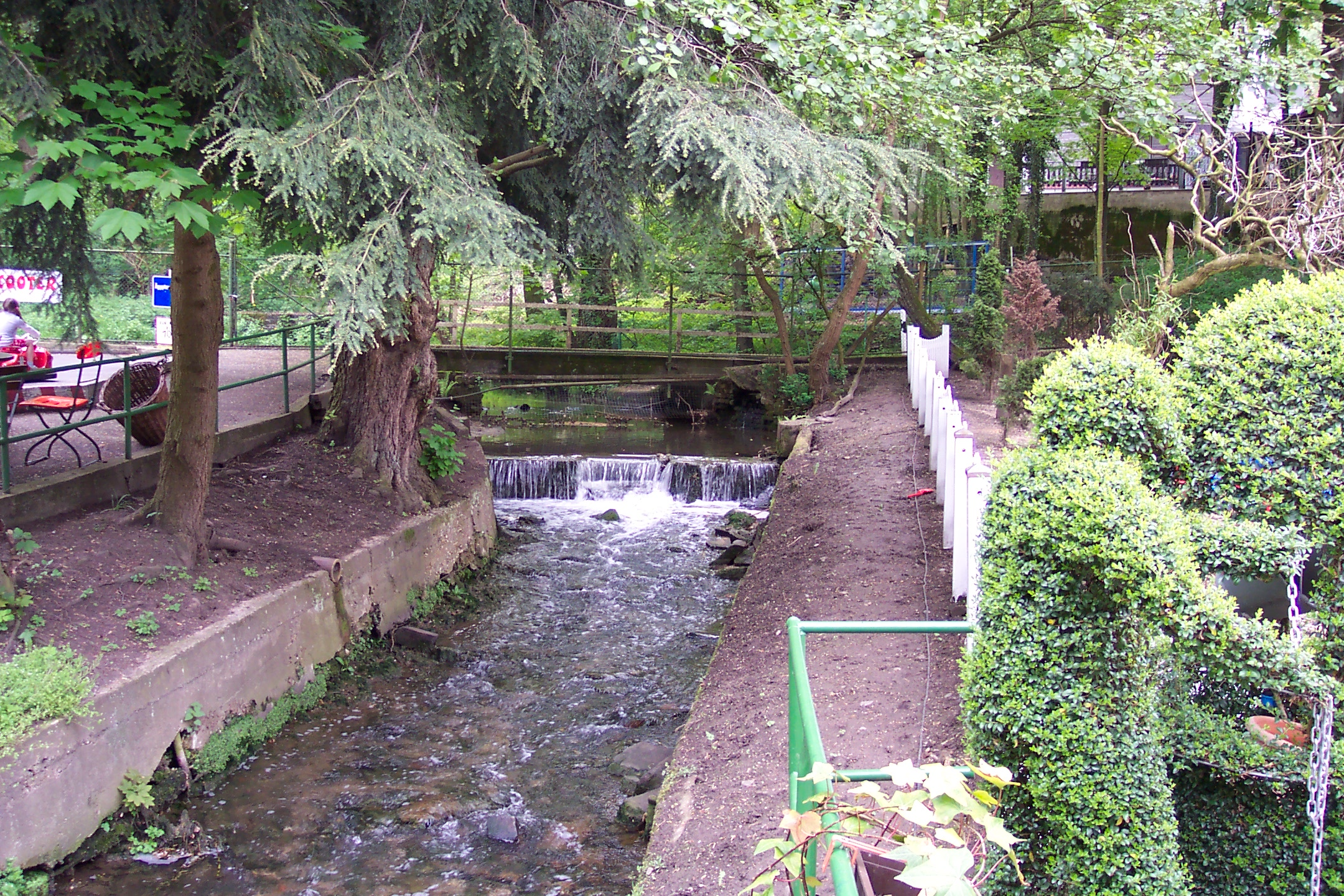

伊特河（德語：Itter），是德國的河流，位於該國西部，處於北萊茵-威斯特法倫州，屬於萊茵河的右支流，河道全長20.1公里，流域面積36.2平方公里，河畔城鎮有杜塞爾多夫和索林根。